# Трунин, Николай Петрович
Никола́й Петро́вич Тру́нин (4 июня 1920, с. Нестерово, Елатомский уезд или г. Елатьма, Тамбовская губерния — 5 февраля 2007, Елатьма, Касимовский район, Рязанская область) — заслуженный учитель школы РСФСР и книголюб. Участник Великой Отечественной войны.

## Биография
Согласно выданному в 1930-е годы свидетельству Н. П. Трунин родился 4 июня 1920 года в селе Нестерово Елатомкого уезда Тамбовской губернии, но по его собственным рассказам — в самом городе Елатьме. Крестил его родной батюшка — священник одного из тогдашних четырнадцати православных храмов Елатьмы. Однако вскоре, в результате гонений на церковь, отец остался без прихода, а маленький Коля вынужден был перебраться в деревню к тёте, сестре матери — иначе здесь бы его, как всем известного поповского сына, в школу не приняли. Только после четвёртого класса вернулся он домой к родителям. Но по окончании седьмого директор елатомской школы вызвал его к себе и строго предупредил: в восьмом классе ему не учиться. И выдал справку, где значилось: «Отчислен из школы как сын служителя священного культа». Шёл 1935 год. Помог родственник — дядя, живший в Воронежской области. И Коля поехал учиться в Борисоглебск. А в 1937 году вновь вернулся в родную Елатьму, где и окончил десятилетку.
После окончания средней школы Николай поступил на физико-математический факультет Казанского государственного университета имени В. И. Ульянова-Ленина. На третьем курсе, 11 февраля 1943 года, Н. П. Трунин был призван в армию, проходил обучение во 2-м Московском пулемётном училище в г. Можга Удмуртской АССР, затем в направлен в действующую армию в состав тридцать девятого отдельного полка в качестве командира стрелкового взвода. В сентябре 1944 года попал на фронт — в Румынию.
26 октября 1944 года на реке Тиса (Венгрия) Николай Петрович был контужен и, находясь в бессознательном состоянии, попал в плен, из которого был освобождён американскими войсками 4 мая 1945 года.
19 января 1946 года Н. П. Трунин вернулся в СССР. После репатриации и демобилизации в начале апреля приехал в Елатьму и встретился с родителями, затем вернулся в Казань и восстановился в университете. В 1948 году окончил Казанский университет и был направлен на Подольский оптический завод, но не смог пройти мандатную комиссию. Помогли в Министерстве просвещения: его сотрудница посоветовала Трунину идти в школу учителем и дала направление в Мурманск.
В Мурманске первым его местом работы стала средняя школа № 1, где 3 сентября 1948 года он начал преподавать физику и математику. Также работал в средней общеобразовательной трудовой политехнической школе № 20 и средней школе № 36. В общей сложности Н. П. Трунин проработал в школах Мурманска девятнадцать лет. С 9 января 1967 года работал в должности методиста физики Мурманского областного института усовершенствования учителей (ныне ГАУДПО МО «Институт развития образования»).
В ноябре 1980 года вышел на пенсию. После перенесённого в Мурманске инсульта переехал в Елатьму и прожил здесь два с половиной года.
Николай Петрович Трунин скончался 5 февраля 2007 года. Похоронен на Елатомском кладбище рядом с родителями.
Родители
Отец — Трунин Пётр Алексеевич, 1891 года рождения, сын крестьянина. До революции был священником, работал учителем в земской начальной школе. После революции был вынужден отказаться от своих обязанностей священника — это произошло 4 декабря 1929 года. В 1930-е годы работал статистом Любовниковского крахмального завода, счетоводом и кассиром находившегося в Иванчине дома отдыха Государственного театра имени Вахтангова.
Мать — Трунина (Павлова) Ольга Николаевна, 1893 года рождения, дочь сапожника. После окончания гимназии работала учителем сельской начальной школы.

## Коллекционирование и дарение книг
Однажды Николай Петрович рассказал о своём библиофильстве: «У меня было в жизни три книжных склада. Во-первых, дед по отцу служил дворецким у потомственных дворян Воейковых. Революция выгнала хозяев из дома, и во время пожара в барской усадьбе дед спас большую часть хозяйской библиотеки, да так они (книги) у него и остались… Можно сказать, присвоил. А можно сказать — и спас. Как хотите… Сюда же и отцовские книги попали: он постоянно выписывал „Ниву“ с приложениями». Отец, умирая, завещал старшему сыну Николаю позаботиться о книгах, передать их в надёжные добрые руки, тем, кому они нужнее всего.
Второй склад образовал Николай у тёти в Казани, а третий — уже в Мурманске.
Н. П. Трунин коллекционировал редкие издания и передавал их библиотекам, музеям, друзьям, знакомым. Подарил более пяти тысяч книг, из них девять — библиографические редкости, пятьдесят два собрания сочинений, в том числе двадцать шесть — дореволюционные. Среди тех, кому дарил книги, — Государственная Третьяковская галерея, Государственный исторический музей, Государственная библиотека имени В. И. Ленина, музеи А. С. Пушкина, Н. В. Гоголя, Л. Н. Толстого, многие школы, а также учителя литературы г. Мурманска. Есть книги из его коллекции и в фондах Елатомского краеведческого музея и Елатомской поселковой библиотеки.
Перешагнув свой 75-летний рубеж, Николай Петрович беспечально расстался с одним из двух шкафов, сказав при этом: «Вот и всё. Это мой последний дар». А «последним его даром» стала коллекция подписанных книг: 181 экземпляр с автографами ста двадцати известных авторов, которую он передал Мурманскому областному краеведческому музею. Практически весь свой домашний архив Н. П. Трунин передал в Государственный архив Мурманской области (ГАМО), что составило фонд личного происхождения, включивший в себя сто тридцать девять единиц хранения. Небольшую часть архива отдал в Елатомский народный музей на своей малой родине.

## Просветительская деятельность

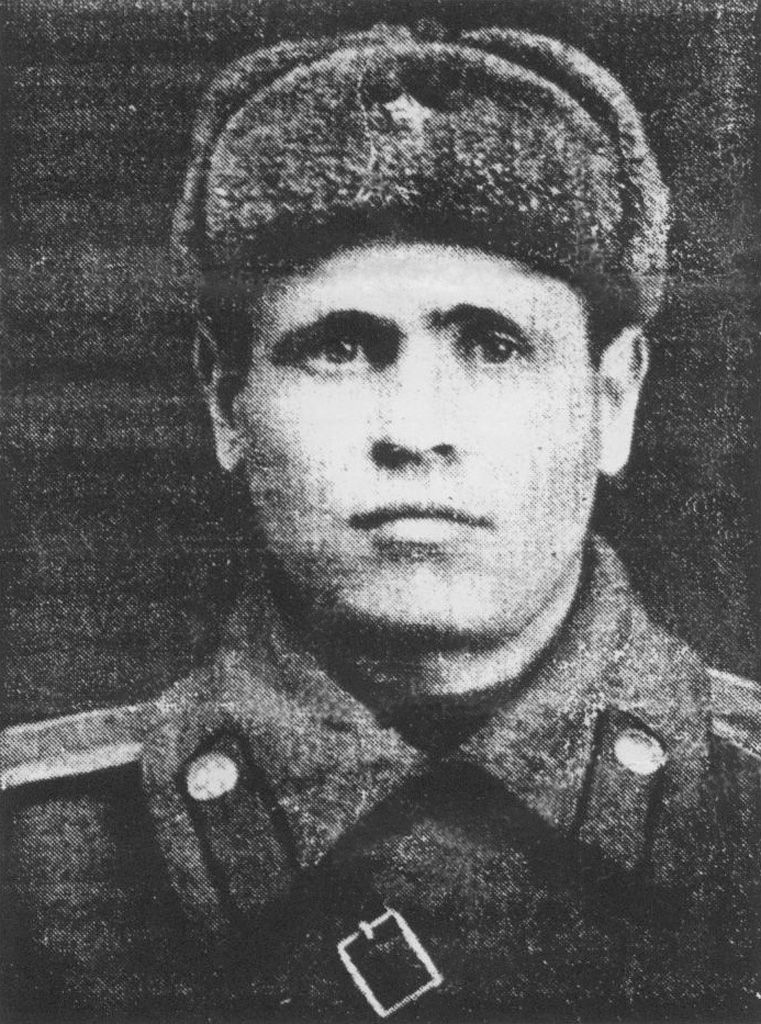
Н. П. Трунин, 1943 год

На протяжении десятилетий Н. П. Трунин демонстрировал готовность и способность к выступлениям в любом месте, перед любой аудиторией — от самой маленькой в три человека до самой большой, насчитывавшей более пятисот слушателей. А выступать ему довелось в Мурманске и Ташкенте, Семипалатинске и Рязани, на острове Диксон и архипелаге Шпицберген, в школах и библиотеках, в музеях и на предприятиях, перед рыбаками в открытом море и моряками… Всего более полутысячи выступлений. В ГАМО хранятся рукописи Н. П. Трунина — конспекты лекций, которые он читал по линии Всесоюзного общества «Знание»: об Александре Сергеевиче Пушкине, Исааке Ильиче Левитане, Великой Отечественной войне и на другие темы.

## Некоторые публикации
- Трунин Н. П. Такая была война // Шельф Арктики. — 1991. — 10 мая.
- Трунин Н. П. По тающим следам Есенина // Полярная правда. — 1996. — 6 декабря.

## Награды и признание
- Медаль «За победу над Германией в Великой Отечественной войне 1941—1945 гг.» (1957)[9]
- Нагрудный знак «Отличник народного просвещения РСФСР» (1963)[1]
- Почётное звание «Заслуженный учитель школы РСФСР» (1966)[10][1]
- Медаль «За боевые заслуги» (1966)[9]
- Почётный гражданин ул. Папанина (2003)[9]